# Struktura ekosystemu
Struktura ekosystemu – rozmieszczenie elementów specyficznego systemu, którym jest ekosystem, oraz wzajemne powiązania między tymi elementami.
Za najmniejsze elementy systemu uznano organizmy poszczególnych gatunków. Gatunki zajmują określone nisze ekologiczne, które uważa się za komplet odpowiadających organizmom czynników abiotycznych i biotycznych (np. zależności międzygatunkowe, konkurencja wewnątrzgatunkowa, zależności w stadach). Zamieszkujące ten sam obszar populacje różnych gatunków wspólnie tworzą biocenozę, która jest zależna od swojego siedliska, a równocześnie je kształtuje, tworząc biotop. System biocenoza-biotop dąży do klimaksu, w którym jest osiągana równowaga biocenotyczna – struktura optymalna pod względem rodzaju gatunków oraz liczebności i rozmieszczenia ich populacji. Zrównoważony ekosystem jest traktowany jak układ termodynamicznie zamknięty (zamknięty system ekologiczny). W takim systemie materia cyrkuluje dzięki dopływowi energii z zewnątrz, najczęściej pobieranej w postaci promieniowania słonecznego (fotosynteza). Energia jest oddawana na sposób ciepła.
Struktura ekosystemu ulega stopniowym przeobrażeniom. Jeżeli zmiany zewnętrznych warunków funkcjonowania danego systemu są powolne, nadąża za nimi jego ewolucyjna adaptacja biologiczna. Tego rodzaju przekształcenia zachodziły niejednokrotnie w historii Ziemi (zob. tabela stratygraficzna), np. pod wpływem powolnej wędrówki kontynentów przez strefy klimatyczne. Szybsze zmiany warunków życia, zachodzące lokalnie (np. pod wskutek wielkich pożarów lasów i innych klęsk żywiołowych) lub w skali globalnej (np. spowodowane katastrofami kosmicznymi), prowadzą do zniszczenia ekosystemu. Zmiany warunków spowodowane działalnością człowieka (np. tworzeniem budowli hydrotechnicznych i sieci autostrad, zanieczyszczaniem powietrza, wód i gleb) są zawsze na tyle szybkie, że naturalna adaptacja ekosystemu (zob. sukcesja ekologiczna) nie jest możliwa.

## System
System (stgr. σύστημα systema – rzecz złożona) to układ elementów powiązanych wzajemnymi zależnościami (tworzącymi jego strukturę). Dzięki tym specyficznym powiązaniom całość realizuje określoną funkcję nadrzędną. Miarą złożoności systemu jest liczba elementów składowych oraz liczba i rodzaj relacji między nimi. Od tych parametrów zależy liczba możliwych do wyróżnienia stanów wieloelementowej całości, w których system może się znaleźć.
Ekosystem jest systemem zawierającym elementy żywe – organizmy, które są uzależnione wzajemnie od siebie (biocenoza) oraz od nieożywionych elementów układu (biotop). Zespół charakterystycznych oddziaływań odróżnia ekosystemy od „układów biotycznych”  – fragmentów biosfery, w których występują organizmy należące do różnych gatunków (grupy, zespoły), jednak nie wytworzyła się charakterystyczna dla tego zbioru elementów sieć wzajemnych powiązań, umożliwiająca trwałość układu po jego zamknięciu (zob. układ termodynamicznie zamknięty).
Gdy układ biotyczny jest zbudowany z niewielkiej liczby przypadkowo dobranych elementów (np. akwarium, pomarańczarnia), osiągnięcie równowagi ekologicznej jest mało prawdopodobne. Pierwsza próba zbudowania i eksploatacji przez ludzi dużego, wielogatunkowego sztucznego ekosystemu – zamkniętego systemu ekologicznego Biosfera 2 (grupa 8 osób, 2 lata) – została podjęta w Arizonie w latach 80. XX w. Analogiczne badania są kontynuowane (w mniejszej skali), m.in. w związku z amerykańskimi planami eksploracji kosmosu (np. projekty baz marsjańskich).
W Polsce działaniem systemów o różnym stopniu złożoności zajmuje się m.in. Instytut Badań Systemowych PAN, prowadzący badania w dziedzinie nauk podstawowych i stosowanych, np. dotyczące modelowania i optymalizacji systemów w różnych dziedzinach nauki i techniki. Jednym z obszarów działalności są zastosowania analizy systemowej w ochronie środowiska. Badania wykonywane w Centrum Zastosowań Informatyki w Inżynierii Środowiska obejmują m.in. oceny stanu i kierunków zmian poszczególnych parametrów ekosystemów naturalnych i antropogenicznych, modelowanie i projektowanie systemów wodnych (hydrografia) lub modelowanie i symulacje w meteorologii (np. prognozowanie pogody i zmian klimatu).

## Podstawowe informacje o biosferze i ekologii

Warunkiem powstawania pierwszych komórek było prawdopodobnie odizolowanie części wody praoceanu od otoczenia warstwą nierozpuszczalnych w wodzie cząsteczek, podobną do dzisiejszych błon biologicznych. W takich odizolowanych przestrzeniach można analizować termodynamikę i kinetykę cykli reakcji chemicznych, czyli – według Gántiego Na rysunku – warstwy powstające pod wpływem oddziaływań międzycząsteczkowych; 1 – podwójna warstwa lipidowa (zob. błona komórkowa, 2 – warstwa pojedyncza (zob. micela); P, U – ciecze o różnej polarności

… poszukiwać istoty i organizacji torów wymuszonych w systemach polegających na zmianach chemicznych i zdolnych do wykonywania pracy w roztworach, jej regulacji i sterowania (zob. chemoton).

Endosymbioza według Lynn Margulis

Liczba gatunków ziemskich organizmów – nawet współczesnych – nie jest znana; są kwestionowane nawet zasady taksonomii. Wnioski z badań bioróżnorodności w przeszłości Ziemi (np. przedstawiony powyżej wykres dotyczący fanerozoiku) mają charakter hipotez, opartych na interpretacji niepełnego zapisu paleontologicznego. Według Jerzego Dzika:
Generalny obraz zmian liczebności gatunków w dziejach Ziemi jest znany od stuleci. Szczegółowy jego opis jest podstawą programu badawczego tzw. paleobiologii ilościowej. Przy dzisiejszym stanie wiedzy i metodologii badań może to prowadzić jedynie do odkrywania prawidłowości powierzchownych, lub pozornych, opisujących raczej środowisko uczonych niż przyrodę.

Schemat ilustrujący strukturę poglądowej „biosfery” z czterema ekosystemami;
♦ w systemie wyróżniono 4 typy biotopu (różne kolory tła A, B, C, D),
♦ w każdym z ekosystemów organizmy zajmują cztery poziomy troficzne:
1 – producenci (kolor zielony),
2 – konsumenci I (roślinożercy, kolor żółtozielony),
3 – konsumenci II (drapieżnicy I, kolor pomarańczowy),
4 – konsumenci III (drapieżcy II, kolor czerwony),
♦ niewypełnione okręgi w polach poszczególnych poziomów troficznych oznaczają populacje, punkty wewnątrz tych okręgów – organizmy,
♦ strzałki ilustrują wzajemne zależności między elementami systemu.

### Historia biosfery
Ziemia powstała ok. 4,5 mld lat temu, w czasie tworzenia się Układu Słonecznego na skutek grawitacyjnego zapadnięcia się obłoku molekularnego spowodowanego najprawdopodobniej wybuchem pobliskiej supernowej. Fala uderzeniowa doprowadziła do kurczenia się obłoku, a zarazem wymieszania materii z supernowej i materii obłoku, wzbogacając mgławicę o atomy powstające tylko w wybuchach supernowych. Atomy pierwiastków chemicznych – elementy chemicznej struktury byłej gwiazdy – oraz cząsteczki związków chemicznych, które z nich powstały, są dotychczas podstawowymi elementami ziemskiej materii – ożywionej i nieożywionej. Narodzinami biosfery Ziemi było pojawienie się życia – pierwszych organizmów (zob. też samoorganizacja, chemoton) – a jej dzisiejsza struktura ukształtowała się w toku wielu zmian. Przekształcanie zachodziło powolnie, wskutek ewolucji, oraz gwałtownie, np. w następstwie licznych katastrof kosmicznych w końcowej fazie akrecji planetozymali dysku protoplanetarnego na powierzchnię młodej Ziemi. Przypuszcza się, że między nielicznymi pierwszymi organizmami była powszechna „współpraca” – oddziaływania nazywane „egoistycznym altruizmem”, na które zwracał uwagę w swoich pracach Piotr Kropotkin (1842–1921). Szczególnie ważną konsekwencją takich oddziaływań między organizmami jednokomórkowymi mogło być – zgodnie z koncepcją Lynn Margulis (1938–2011) – powstanie na drodze endosymbiozy pierwszych eukariontów wyposażonych w mitochondria i plastydy.
Wzrost gatunkowej różnorodności – taksonomicznego zróżnicowania (zob. powstawanie gatunków, radiacja ewolucyjna, radiacja adaptacyjna) – oraz liczebności organizmów (zob. dynamika liczebności populacji, zagęszczenie populacji) prawdopodobnie doprowadził do zwiększenia się roli darwinowskiej „walki o byt”, zgodnej z zasadami ewolucji i doboru naturalnego.
Liczba ziemskich organizmów i ich taksonomiczne zróżnicowanie były wielokrotnie redukowane, np. wskutek zmian składu atmosfery (np. pojawienia się i wzrostu stężenia tlenu – produktu fotosyntezy, zob. katastrofa tlenowa) i poziomu mórz, łączenia się lub rozpadu kontynentów i powstawania pokryw lawowych, kolizji Ziemi z planetoidami. Liczne w historii Ziemi wielkie wymierania prowadziły do niszczenia wcześniej utworzonych ekosystemów i powstawania nowych zależności między gatunkami – tymi, które przetrwały okres wymierania, i tymi, które powstały w nowych warunkach.

### Współczesna biosfera i ekologia
Współczesna biosfera jest jednym z systemów najbardziej złożonych i najmniej poznanych. Liczba wchodzących w jej skład gatunków organizmów jest wciąż tematem badań i polemik. Szacuje się, że mieści się w zakresie 5–50 mln; według części źródeł wynosi ok. 8,7 mln (± 1,3 mln), a według orientacyjnych oszacowań T.L. Erwina (1982) tylko stawonogi lasów równikowych mogą reprezentować 30 mln różnych gatunków. Wśród znanych gatunków współczesnych organizmów największą grupę stanowią zwierzęta (ok. 1,03 mln poznanych gatunków); 751 tys. spośród nich to gatunki owadów, a 42,3 tys. – gatunki kręgowców. Liczba poznanych gatunków roślin wynosi ok. 248,4 tys. (w tym dwuliścienne – 170 tys.). Prawdopodobnie liczba gatunków dotychczas nie opisanych jest wielokrotnie większa niż opisanych. Nieznana jest liczba gatunków mikroorganizmów, a temat jest rzadko podejmowany przez specjalistów.
Strukturą tego złożonego systemu zajmuje się ekologia. Jej nazwę wprowadził Ernst Haeckel już w 1869 roku. Jednoznaczne określenie jej zakresu i celów okazało się trudne. W roku 1927 Charles Sutherland Elton nazwał ją „nauką o historii naturalnej”. Podobnie szeroki zakres wskazał Eugene Odum (1963), pisząc, że ekologia to „nauka o strukturze i funkcjonowaniu przyrody”. Herbert Andrewartha (1961) zakres ekologii sprecyzował, stwierdzając:

Ekologia jest nauką o rozmieszczeniu i liczebności organizmów.

Dalszego uściślenia dokonał Charles J. Krebs, zwracając uwagę na zainteresowanie ekologów przyczynami określonego rozmieszczenia i liczebności:

Ekologia jest nauką o zależnościach decydujących o liczebności i rozmieszczeniu organizmów.

Własną propozycję skomentował we wstępie do swojej książki „Ekologia. Eksperymentalna analiza rozmieszczenia i liczebności” pisząc: 

Będziemy więc odpowiadali na pytania gdzie występują organizmy, w jakich liczebnościach i dlaczego (właśnie tu i właśnie tyle).

## Typy układów sterowania ekosystemem
Podejmując poszukiwania odpowiedzi na pytania, gdzie i w jakich liczebnościach występują organizmy, przyjmuje się, że system-biosfera jest złożony z wielu podsystemów – mniejszych ekosystemów o zróżnicowanej wielkości i strukturze, łatwiejszych do jednoznacznego formalnego opisania (umożliwiających opracowywanie matematycznych modeli). W każdym z podsystemów wyodrębnia się dwie podstawowe części:
- biocenoza[e] – zespół wszystkich populacji zamieszkujących siedlisko,
- biotop – wszystkie abiotyczne czynniki ekologiczne (np. rodzaj gleby, dostęp do zasobów wody, nasłonecznienie).

Wewnątrz każdego z ekosystemów materia cyrkuluje dzięki pobieraniu energii z zewnątrz. Jeżeli ekosystem jest zrównoważony, taka sama ilość energii jest – po przepłynięciu przez system – oddawana do otoczenia. Przyjmuje się, że regulację tych procesów, związaną ze zmianami liczebności i rozmieszczenia organizmów, zapewniają trzy podstawowe typy układów strukturalnych biocenozy (wzajemnie nakładające się): 
- układ I rzędu (struktura troficzna) – powiązania pokarmowe (oparte na koncepcji „elementów strukturalnych” Eltona), tworzące łańcuchy i sieci troficzne oraz piramidy pokarmowe,
- układ II rzędu (struktura konkurencyjna) – realizowana wewnątrz elementów bardziej złożonych biocenoz, w których występują gatunki o podobnych wymaganiach pokarmowych,
- układ III rzędu (struktura paratroficzna) – powiązania pokarmowe, które nie mają charakteru eksploatacyjnego (zasoby pokarmowe dawcy nie są zmniejszane, np. melitofagizm, allelopatia).

Odpowiedzi na pytanie o zasady działania poszczególnych układów oraz całego systemu poszukują przedstawiciele różnych dyscyplin naukowych, rozpatrując problem z różnych punktów widzenia, np. z punktu widzenia:
- pojedynczego organizmu lub grup organizmów – oddziaływania organizm-otoczenie, organizm-organizm (autekologia i synekologia),
- pojedynczej populacji – struktura populacji i zależności populacja-otoczenie (ekologia populacyjna, populacjologia),
- pojedynczej biocenozy – struktura biocenozy i zależności biocenoza-otoczenie (biocenologia),
- całego systemu (ekologia, sozologia).

Typy przestrzennego rozmieszczenia organizmów

## Organizmy i populacje
Za najmniejszy element struktury ekosystemów ekolodzy uznają pojedyncze organizmy żywe, od organizmów jednokomórkowych, poprzez komórczaki i kolonie do najwyżej zorganizowanych organizmów. Wyjaśnienie zależności organizm-otoczenie (inne organizmy i biotop) wchodziło do niedawna w zakres autekologii, a obecnie – w zakres ekologii gatunku.
Problemy anatomii i fizjologii oraz cechy genetyczne analizowane są tutaj tylko w takim zakresie, w jakim jest to potrzebne do wyjaśnienia relacji organizmu z otoczeniem, np. określenia jego niszy ekologicznej (zob. też prawo minimum Liebiga, zasada tolerancji ekologicznej Shelforda, zasada Alleego), mechanizmów tworzenia większych grup (np. formacje i zespoły roślinne, stada), zasięgu geograficznego lub znaczenia bilansu energetycznego w gospodarce energetycznej większych zespołów organizmów.
Kolejnym poziomem organizacji ekosystemu jest populacja. Populacją ekologiczną jest nazywana grupa organizmów należących do tego samego gatunku, które wchodzą w skład biocenozy (zajmują określony biotop). Charakterystycznymi cechami ekologicznej struktury populacji, które są przedmiotem obserwacji w warunkach naturalnych lub laboratoryjnych, są:
– liczebność, płodność, rozrodczość, śmiertelność, krzywa przeżywalności.
– zagęszczenie populacji i jego zmienność w czasie,
– struktura przestrzenna, np. rozmieszczenie równomierne, uszeregowanie liniowe lub skupiskowe, struktura pionowa (zob. rodzaje przestrzennego rozmieszczenia osobników w populacji),
– struktura płci i wieku,
– struktura socjalna (zob. np. owady społeczne, parabioza, stado, systemy socjalne ptaków, bawołów afrykańskich, tygrysów, socjologia),
– dynamika liczebności populacji,
– energetyka populacji.

## Biocenozy i ekosystemy
Biocenozy są układami biotycznymi złożonymi z wielu różnych populacji, wspólnie zamieszkujących jeden biotop i tworzących – wraz z nim – ekosystem. Biocenozy są wyróżniane w oparciu o kilka podstawowych kryteriów. Powinny się charakteryzować:
1. specyficznym składem gatunkowym o znacznej stałości liczebności poszczególnych populacji (skład przystosowany do warunków siedliskowych i rozpowszechniony w danym krajobrazie),
2. składem pełnym z punktu widzenia obiegu materii i przepływu energii,
3. dużą trwałością (długowiecznością),
4. możliwością wyznaczenia granic, np. na podstawie określenia składu gatunkowego biocenozy lub analiz czynników środowiskowych.

Spełnienie tych kryteriów nie jest wymagane bezwarunkowo, ponieważ opisywane układy ulegają naturalnym zmianom w czasie i przestrzeni. Przykładami są sezonowe zmiany struktury istniejących ekosystemów, pojawianie się gatunków inwazyjnych lub introdukowanych lub długotrwałe, powolne procesy sukcesji ekologicznej, np. rozpoczynającej się od zasiedlania nieożywionego środowiska (np. nowo powstała wyspa) przez organizmy pionierskie, które stopniowo tak przekształcają siedlisko (np. proces glebotwórczy), że możliwe staje się zasiedlenie przez kolejne gatunki i kształtowanie się zależności między nimi. Za zakończenie sukcesji uważa się osiągnięcie klimaksu – stosunkowo stałej struktury biocenozy i całego ekosystemu.
Ze względu na często obserwowany brak wyraźnej granicy między ekosystemami wprowadzono pojęcie ekotonu – zwykle bogatszej gatunkowo strefy przejściowej o zróżnicowanej szerokości, np. strefa przejściowa między tundrą i tajgą, wybrzeże, okrajek, miedza.

Przykład podziału siedliska w wyniku konkurencji. Nisze ekologiczne dwóch z pięciu żerujących w lesie szpilkowym gatunków lasówek z rodzaju Setophaga (Dendroica, Setophaga) – Dendroica tigrinai i Dendroica castanea); 1, 2. 3… – numery stref wysokości (po 3 m)

O liczebności i rozmieszczeniu każdej z populacji ekosystemu decydują cechy gatunku, właściwości biotopu i rodzaj interakcji z innymi populacjami biocenozy. Wyróżnia się zależności:
- nieantagonistyczne – symbioza (mutualizm, protokooperacja), komensalizm,
- antagonistyczne – konkurencja (zob. m.in. zasada Gausego), pasożytnictwo, drapieżnictwo (zob. równanie Lotki-Volterry), allelopatia, amensalizm.

Brak wzajemnych oddziaływań – neutralizm – jest stwierdzany rzadko. Bardzo silne oddziaływania antagonistyczne mają charakter eksploatacji populacji. Do tej grupy oddziaływań międzygatunkowych zalicza się eksploatację przyrody przez człowieka.

### Łańcuchy i sieci troficzne

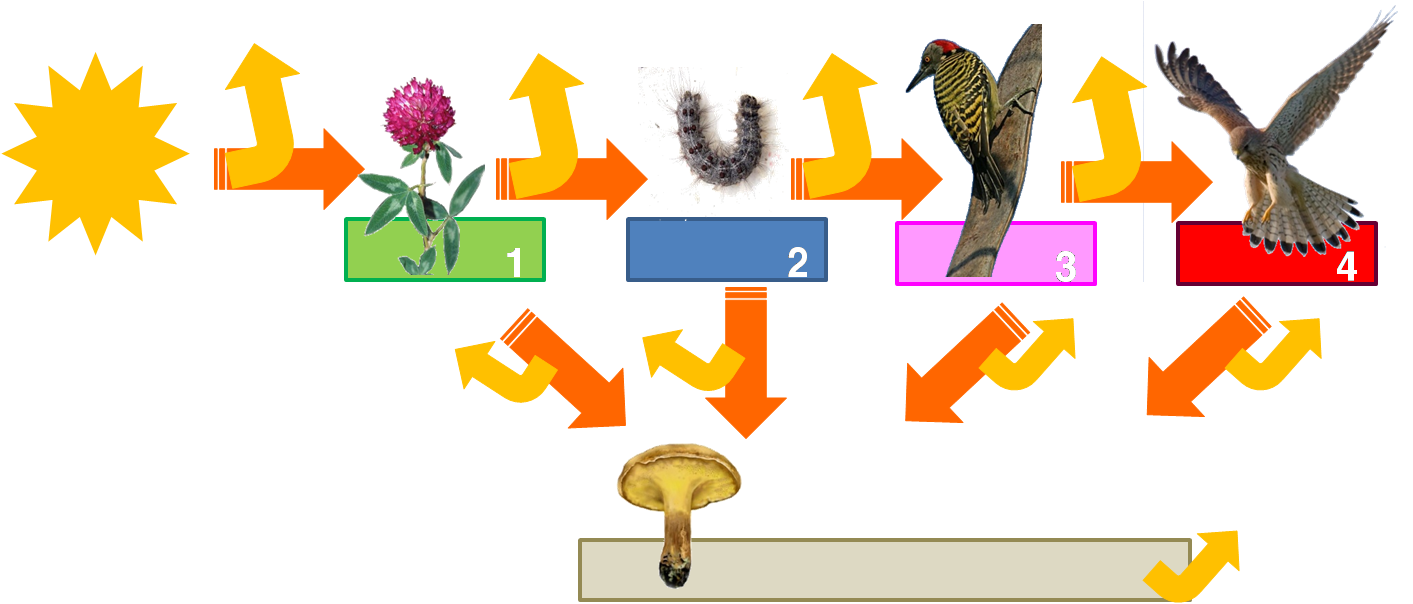
Schemat przepływu energii w łańcuchu pokarmowym

Strukturę biocenozy przedstawia się graficznie m.in. w formie łańcuchów i sieci pokarmowych, które wskazują kierunek przepływu energii od producentów biomasy do organizmów innych populacji, tworzących ekosystem.
Pierwszym ogniwem każdego łańcucha troficznego są populacje autotrofów, niezbędne elementy wszystkich ekosystemów. Są one zdolne do wytwarzania związków organicznych z nieorganicznych dzięki pobieranej z zewnątrz energii promieniowania słonecznego (fotoautotrofy, organizmy fotosyntetyzujące) lub energii reakcji chemicznych (chemoautotrofy, np. producenci ekosystemów kominów hydrotermalnych). Tempo powstawania biomasy roślin (produktywność pierwotna roślin netto) jest zależne od łącznej ilości energii przetworzonej przez rośliny w energię chemiczną produktów fotosyntezy, czyli biomasy (A – asymilacja) i od własnych „kosztów utrzymania” (zaspokojenie własnych potrzeb energetycznych, R – oddychanie, respiracja). Wartość różnicy między asymilacją i respiracją jest nazywana produktywnością netto (P = A – R). W najprostszym łańcuchu troficznym część przyrostu biomasy jest pożywieniem populacji konsumentów I rzędu (np. larwy motyla rusałka pawik). W ich przypadku energia spożyta (konsumpcja C) jest również wykorzystywana częściowo na pokrycie własnych „kosztów utrzymania”, częściowo na przyrost biomasy, a częściowo wydalana (fekalia FU). Analogiczny podział energii następuje w kolejnych ogniwach łańcucha, np. larwy rusałki pawika → bogatka zwyczajna (drapieżca I rzędu) → kot domowy (drapieżnik II rzędu)… Odchody i detrytus z każdego z ogniw łańcucha są źródłem energii dla reducentów zamykających obieg materii (rozkładających materię organiczną do nieorganicznych związków chemicznych).
W rzeczywistych ekosystemach drogi transportu energii są bardziej złożone; z zasobów gromadzonych na poziomie producentów korzystają nie tylko konsumenci I rzędu, a drapieżniki najwyższego rzędu bywają również konsumentami kilku niższych rzędów. Biocenozy złożone z dużej liczby populacji charakteryzuje się, określając troficzne powiązania w skomplikowanych sieciach pokarmowych. Dzięki dużej różnorodności biologicznej wyłączenie gatunku, którego zakres tolerancji został przekroczony, nie powoduje trwałego zakłócenia przepływu energii przez ekosystem (bardziej aktywne stają się drogi zastępcze).

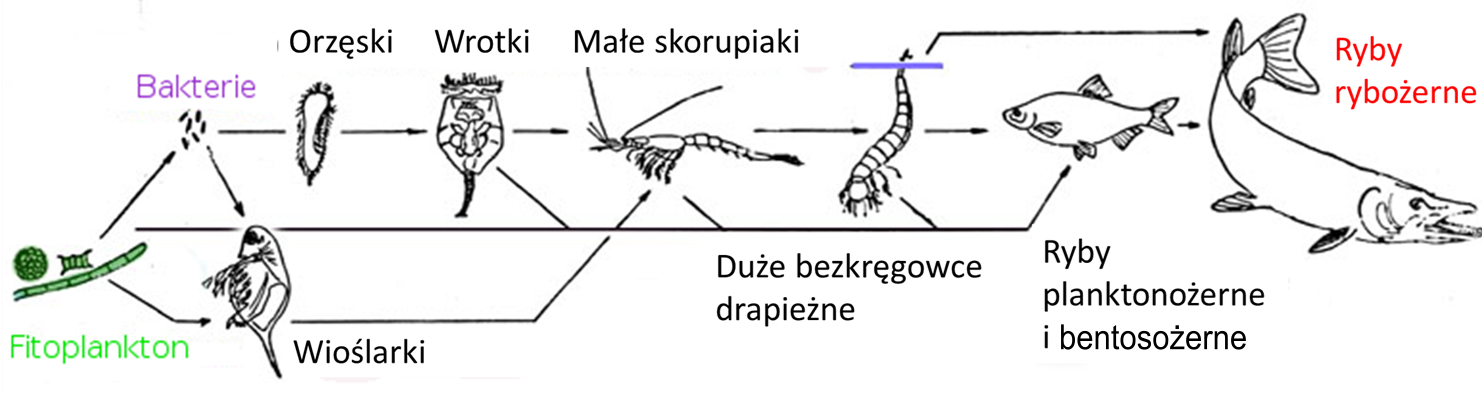
Sieć troficzna ekosystemu jeziornego

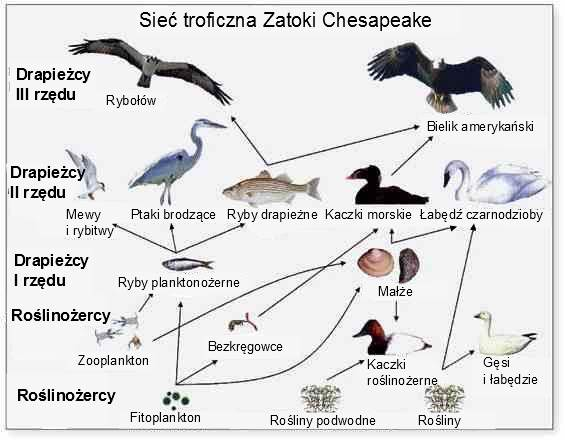
Schemat sieci troficznej ptaków Zatoki Chesapeake

### Piramidy ekologiczne
Piramidy ekologiczne charakteryzują liczebność, produktywność i biomasę na poszczególnych poziomach troficznych:
poziom 1 – producenci (autotrofy
poziom 2 – konsumenci I rzędu (roślinożercy, fitofagi),
poziom 3 – konsumenci II rzędu (drapieżcy I rzędu),
poziom 4 – konsumenci III rzędu (drapieżcy II rzędu).
W prostszych ekosystemach (np. agrocenozach) nie występuje poziom 4, a w bardziej złożonych zdarzają się również poziomy wyższe (kolejne rzędy drapieżców). Na każdym poziomie detrytus jest przetwarzany przez reducentów, zamykających obieg materii w ekosystemie.

Idea piramidy ekologicznej

W piramidach produktywności (energii) pierwszy poziom jest zawsze największy; jego wielkość jest proporcjonalna do ilości energii pobieranej z zewnątrz przez producentów, po czym bezpośrednio wykorzystywanej w ich procesach życiowych oraz akumulowanej w formie biomasy, z której korzystają wszystkie populacje roślinożerców oraz reducenci (saprotrofy). Wielkość kolejnych warstw piramidy wyraża ilość energii odbieranej z jej niższego poziomu (łączna konsumpcja wszystkich populacji, które korzystają z zasobów tego poziomu).
„Piramidy” biomasy i liczebności mogą być odwrócone; ponieważ np. taką samą ilość energii roślinożercy mogą pobierać od wielkiej liczby organizmów szybko rosnącej populacji fitoplanktonu oceanicznego o stosunkowo niewielkiej łącznej masie, jak od niewielkiej liczby drzew wolno rosnącego lasu o dużej masie.

Piramidy liczebności, biomasy i energii(przykłady według E.P. Oduma, Fundamentals of Ecology)P – producenci, C1, C2, C3 – konsumenci I, II i III rzędu, S – saprotrofy

## Wyższe poziomy organizacji biosfery
pokrywy lodowe i pustynie polarne
     tundra
     tajga
     las liściasty strefy umiarkowanej
     stepy
     podzwrotnikowy las tropikalny
     roślinność śródziemnomorska
     lasy monsunowe
     pustynie jałowe
     sucha roślinność
     suche stepy
     pustynie półsuche
     sawanna trawiasta
     sawanna drzewiasta
     las podzwrotnikowy suchy
     lasy tropikalne
     tundra alpejska
     lasy górskie

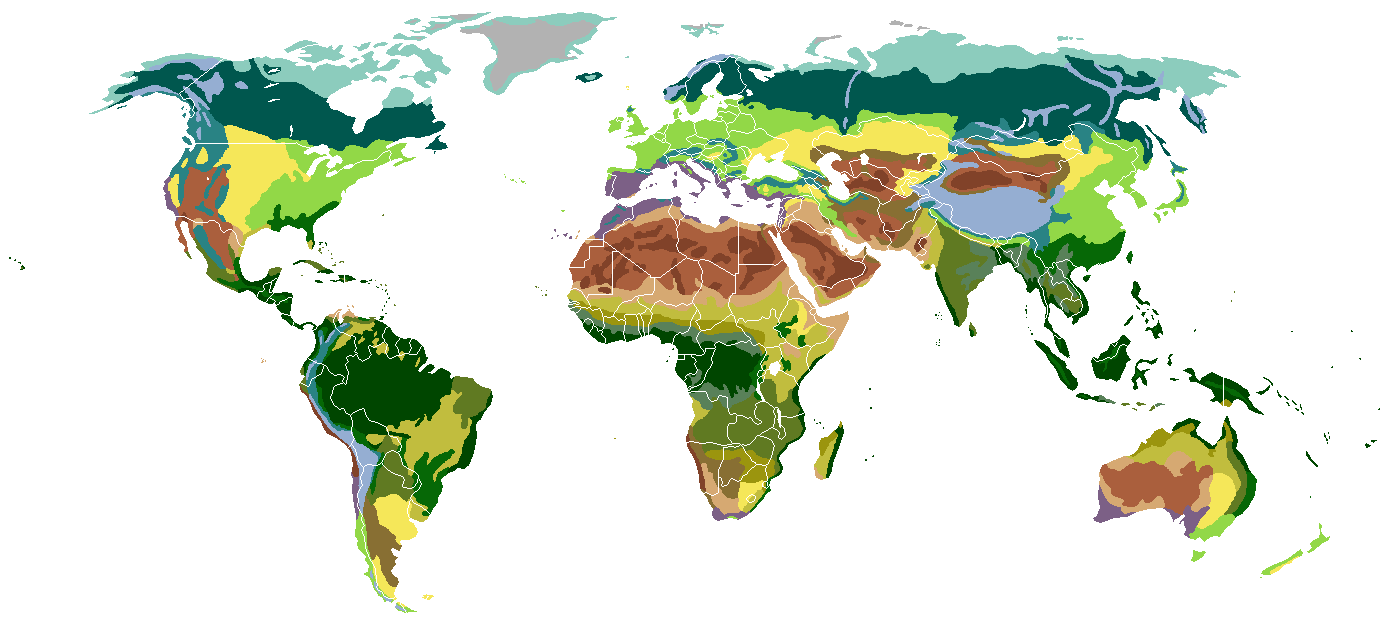
Biomy Ziemi
pokrywy lodowe i pustynie polarne
tundra
tajga
las liściasty strefy umiarkowanej
stepy
podzwrotnikowy las tropikalny
roślinność śródziemnomorska
lasy monsunowe
pustynie jałowe
sucha roślinność
suche stepy
pustynie półsuche
sawanna trawiasta
sawanna drzewiasta
las podzwrotnikowy suchy
lasy tropikalne
tundra alpejska
lasy górskie

Poziomy ponadekosystemowej organizacji biosfery tworzą:
- krajobraz,
- biomy,
- krainy biogeograficzne – krainy zoogeograficzne i fitogeograficzne.

## Zastosowania wiedzy o strukturze ekosystemów w praktyce
Wiedza o strukturach i dynamice procesów zachodzących w ekosystemach znajduje szerokie zastosowanie w:
- gospodarce zasobami naturalnymi, np. w rolnictwie, leśnictwie, łowiectwie, rybołówstwie (podstawa racjonalnej eksploatacji populacji[47]),
- ochronie przyrody,
- ochronie środowiska człowieka.

Formułowane są opinie, że skuteczna ochrona biosfery i jej ekosystemów wymaga przede wszystkim:
- planowania przestrzennego w skali globalnej, umożliwiającego ochronę ekosystemów o znaczeniu globalnym,
- ochrony różnorodności biologicznej, w tym gatunkowej,
- ustalenia reguł i granic ludzkiej ingerencji w przyrodę, aby została zachowana dynamika poszczególnych ekosystemów,
- starań o ograniczenie wpływu działalności człowieka na elementy abiotyczne środowiska.